# Астраханский мост (старый)
Астраханский железнодорожный мост — совмещённый авто- и железнодорожный девятипролётный мост через реку Волгу в Астрахани. Построен в 1946—1952 гг.
Бытуют другие названия: «Трусовский», «Старый» относительного нового автодорожного моста, открытого в 1989 году.
Находится на 420 км перегона Трусово — Кутум участка Червлёная-Узловая — Астрахань (построенного в 1941-1942 годах) Астраханского отделения Приволжской ж/д, на 3045,1 км Волги, считая от Московского Южного порта.
Схема моста: 55,0 + 161,0 + 230,0 + 161,0 + 66,0 + 4×55,0 м. Подъёмный пятый пролёт находится у левого берега.
Центральный пролёт моста имеет длину 230 метров и является самым длинным железнодорожным пролётом в России, превосходя железнодорожную арку Крымского моста на 3 метра.

## История
20 декабря 1942 года было принято постановление ГКО СССР о строительстве деревянного железнодорожного моста через Волгу у Астрахани.
Строительство вёл мостоотряд № 3. Подъёмное пролетное строение длиной 66,0 м и пролётные строения длиной 55,0 м изготовлены Воронежским заводом металлических конструкций. Несущие конструкции пролётных строений длиной 161,0+46 м (консольные) и длиной 138,0 м (подвесное), кроме металлической плиты автопроезда, изготовлены в ГДР фирмой «Абус Тюрингер Штальбаум». 30 июля 1952 года мост принят в постоянную эксплуатацию.

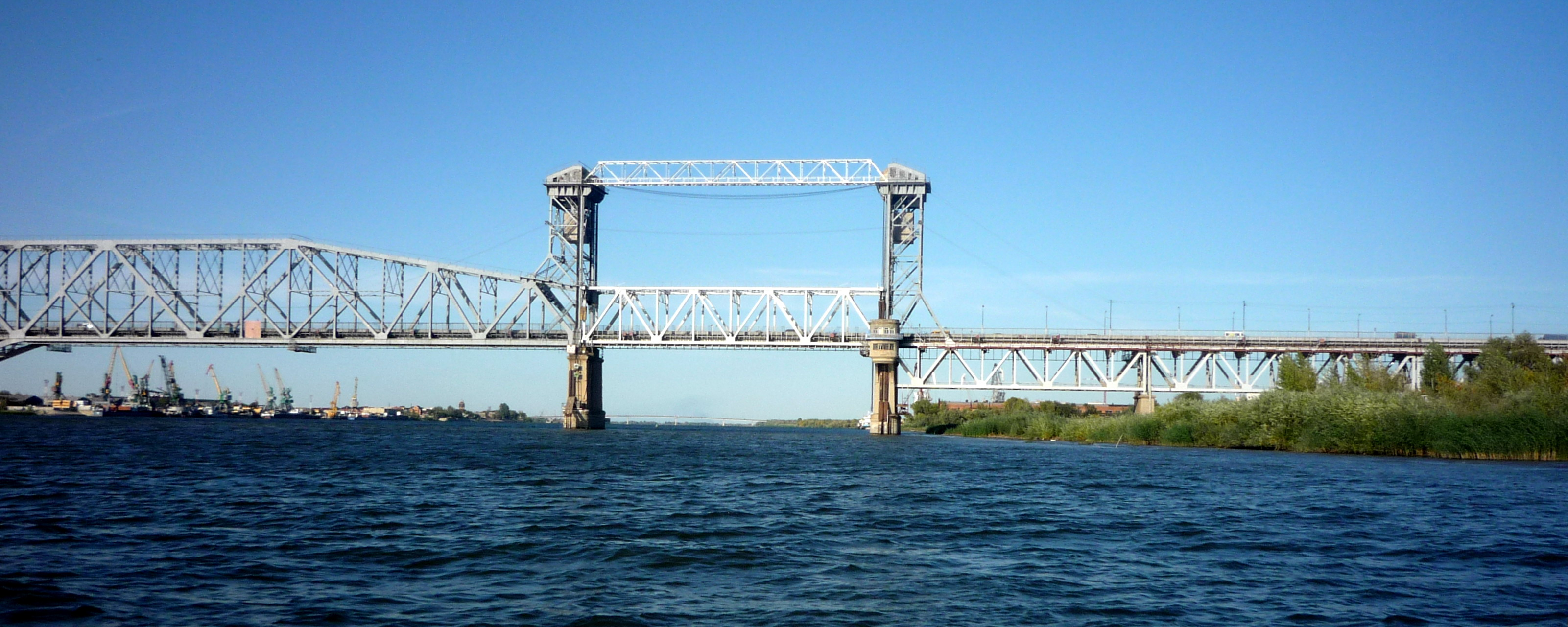

В 2007—2009 годах строительная компания (УФСК) «Мост» провела капитальный ремонт моста. Были усилены подводые конструкции моста, установлен кабельный мостик (длиной 66 м, весом 70 т) вертикально-подъёмного пролёта.
К октябрю 2008 года за счёт Приволжской железной дороги установлена художественная подсветка ферм моста.